# Parsonsia
Parsonsia är ett släkte av oleanderväxter. Parsonsia ingår i familjen oleanderväxter.

## Dottertaxa tillParsonsia, i alfabetisk ordning[1]
- Parsonsia affinis
- Parsonsia alboflavescens
- Parsonsia aneityensis
- Parsonsia apiculata
- Parsonsia appressa
- Parsonsia bartlensis
- Parsonsia blakeana
- Parsonsia brachiata
- Parsonsia brisbanensis
- Parsonsia brownii
- Parsonsia buruensis
- Parsonsia capsularis
- Parsonsia catalpicarpa
- Parsonsia celebica
- Parsonsia confusa
- Parsonsia constricta
- Parsonsia crebriflora
- Parsonsia curvisepala
- Parsonsia densiflora
- Parsonsia densivestita
- Parsonsia diaphanophlebia
- Parsonsia dorrigoensis
- Parsonsia edulis
- Parsonsia effusa
- Parsonsia eucalyptophylla
- Parsonsia ferruginea
- Parsonsia flavescens
- Parsonsia flexilis
- Parsonsia flexuosa
- Parsonsia franchetii
- Parsonsia fulva
- Parsonsia goniostemon
- Parsonsia grandiflora
- Parsonsia grayana
- Parsonsia hebetica
- Parsonsia heterocapsa
- Parsonsia heterophylla
- Parsonsia howeana
- Parsonsia inae
- Parsonsia induplicata
- Parsonsia inodora
- Parsonsia kimberleyensis
- Parsonsia kroombitensis
- Parsonsia laevis
- Parsonsia lanceolata
- Parsonsia langiana
- Parsonsia larcomensis
- Parsonsia largiflorens
- Parsonsia lata
- Parsonsia latifolia
- Parsonsia laxiflora
- Parsonsia leichhardtii
- Parsonsia lenticellata
- Parsonsia lilacina
- Parsonsia longiflora
- Parsonsia longiloba
- Parsonsia longipetiolata
- Parsonsia macrophylla
- Parsonsia marginata
- Parsonsia novoguineensis
- Parsonsia oligantha
- Parsonsia pachycarpa
- Parsonsia paulforsteri
- Parsonsia pedunculata
- Parsonsia penangiana
- Parsonsia philippinensis
- Parsonsia plaesiophylla
- Parsonsia populifolia
- Parsonsia praeruptis
- Parsonsia purpurascens
- Parsonsia rotata
- Parsonsia rubra
- Parsonsia sanguinea
- Parsonsia sankowskyana
- Parsonsia scabra
- Parsonsia schoddei
- Parsonsia smithii
- Parsonsia straminea
- Parsonsia sundensis
- Parsonsia tenuiflora
- Parsonsia tenuis
- Parsonsia terminaliifolia
- Parsonsia vaccinioides
- Parsonsia warenensis
- Parsonsia velutina
- Parsonsia ventricosa
- Parsonsia wildensis
- Parsonsia wongabelensis